# Шаголдян, Рубен Павлович
Рубен Павлович Шаголдян (арм. Ռուբեն Պավելի Շահգալդյան, азерб. Ruben Pavloviç Şaqaldyan; 15 марта 1909, Елизаветпольский уезд — ?) — советский азербайджанский виноградарь, Герой Социалистического Труда (1950).

## Биография
Родился 15 марта 1909 года в селе Барум Елизаветпольского уезда Елизаветпольской губернии (ныне село Ашагы Чайкенд Шамкирского района Азербайджана).
С 1925 года — колхозник колхоза имени Калинина, бригадир виноградарского совхоза имени Азизбекова Шамхорского района. В 1949 году получил урожай винограда 253,2 центнера с гектара на площади 10,6 гектаров.
Указом Президиума Верховного Совета СССР от 4 сентября 1950 года за получение высоких урожаев винограда на поливных виноградниках в 1949 году Шаголдяну Рубену Павловичу присвоено звание Героя Социалистического Труда с вручением ордена Ленина и золотой медали «Серп и Молот».
Активно участвовал в общественной жизни Азербайджана. Член КПСС с 1933 года.
С 1972 года — пенсионер союзного значения.